# Догуаб
Догуаб (адыг. Тыгъаб) — река в Пшадском сельском округе городского округа Геленджик в Краснодарском крае. Главный приток реки Пшада.

## Характеристики
Берёт своё начало с северного склона хребта Коцехур, в районе перевала Михайловский и течёт далее на юго-восток. В долине реки расположено село Михайловский Перевал.
Длина реки составляет 12 км, с общей водосборной площадью в 117 км². Впадает в Пшаду, выше села Береговое.
Главным притоками являются реки — Тхаб и Коаго (Широкая Щель), впадающие в реку слева. Другие притоки — Почтовая щель, Ольховая щель, Грекуловка, Камышовая щель, Амбирная щель, Колнакова щель, Колбасинова щель и Малая щель. В верховьях реки Догуаб расположены одноимённые Догуабские водопады, некоторые ступени которого достигают 25-метровой высоты.

## Этимология
В переводе с адыгейского языка название реки (адыг. Тыгъаб) означает — «солнечная река». В основе гидронима лежат два элемента, где тыгъэ — «солнце» и бэ — «много».
По другой версии, гидроним переводится с адыгейского как — «очень глухое место», где дэгу — «глухой», бэ — «много».

## Данные водного реестра
По данным государственного водного реестра России и геоинформационной системы водохозяйственного районирования территории РФ, подготовленной Федеральным агентством водных ресурсов:
- Бассейновый округ — Кубанский
- Речной бассейн — Реки бассейна Чёрного моря
- Водохозяйственный участок — Реки бассейна Чёрного моря от западной границы бассейна реки Пшада до реки Дедеркой
- Код водного объекта — 06030000212109100000197
- Код по гидрологической изученности (ГИ) — 109100019
- Номер тома по ГИ — 09
- Выпуск по ГИ — 1